# Kálmáncsa
Kálmáncsa ist eine ungarische Gemeinde im Kreis Barcs im Komitat Somogy. Zur Gemeinde gehört der nordöstlich gelegene Ortsteil Lajosháza.

## Geografische Lage
Kálmáncsa liegt 17 Kilometer nordöstlich der Stadt Barcs. Nachbargemeinden sind Szulok und Homokszentgyörgy.

## Sehenswürdigkeiten
- Reformierte Kirche, erbaut 1828 im klassizistischen Stil
- Römisch-katholische Kirche Magyarok Nagyasszonya
- Römisch-katholische Kapelle Mária királynő, im Ortsteil Lajosháza
- Schloss Széchenyi (Széchenyi-kastély)
- Weltkriegsdenkmal (I-II. világháborús emlék)

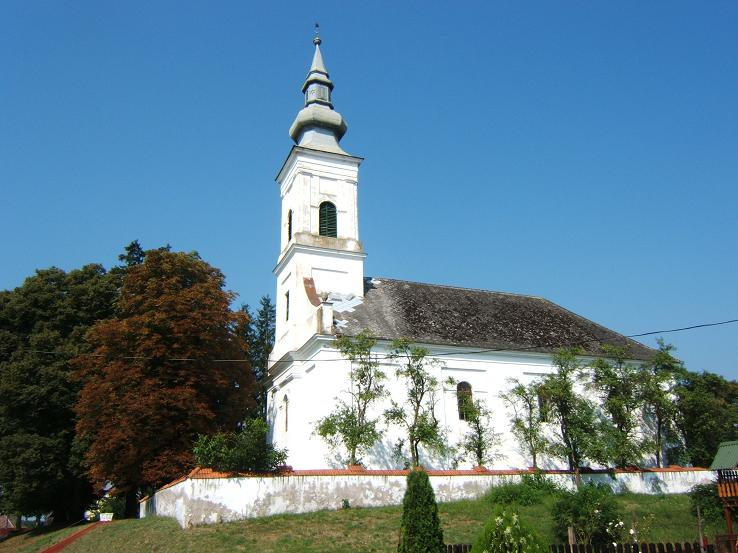
Reformierte Kirche in Kálmáncsa

## Verkehr
Kálmáncsa ist nur über die Nebenstraße Nr. 66161 zu erreichen. Der nächstgelegene Bahnhof befindet sich südwestlich in Középrigóc.